# Хоси, Нацуми
Нацуми Хоси (яп. 星 奈津美 Хоси Нацуми, род. 21 августа 1990 года в городе Косигая префектуры Сайтама) — японская пловчиха.
Специализируется в плавании баттерфляем на дистанциях 100 и 200 метров.
Она выступала на Олимпийских играх в Пекине в 2008 году и финишировала десятой в заплыве на 200 метров баттерфляем. В 2011 году она продвинулась к четвёртому месту на Чемпионате мира по водным видам спорта. В 2012 году на Олимпийских играх в Лондоне Хоси заработала бронзовую медаль на дистанции 200 метров.